# St. Lawrence and Atlantic Railroad

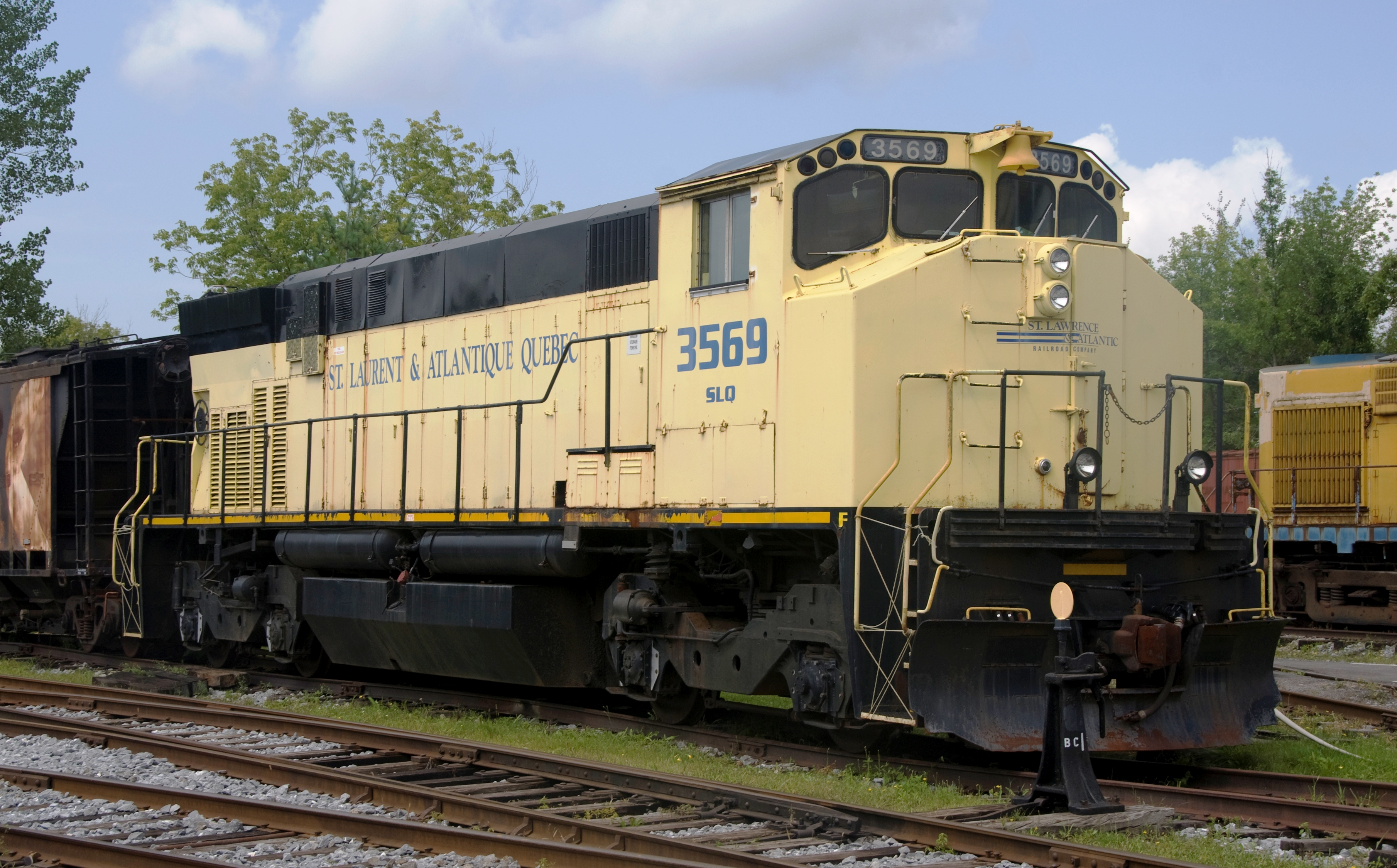
SLR: Diesellok Typ M420W, Nr. 3569

Die St. Lawrence and Atlantic Railroad (SLR) ist eine lokale Eisenbahngesellschaft in Vermont, New Hampshire und Maine (USA) sowie in der kanadischen Provinz Québec mit Hauptsitz in Auburn (Maine). Die kanadische Tochtergesellschaft St. Lawrence and Atlantic Railroad (Canada) bzw. Chemin de fer St-Laurent et Atlantique Quebec hat ihren Sitz in Richmond (Québec).
Sie betreibt die ehemalige Canadian-National-Strecke von Portland (Maine) über Island Pond in Vermont nach Sainte-Rosalie (Québec) mit einer Länge von 417 Kilometern sowie drei kurze Zweigstrecken nach Lewiston, Norway und im Stadtgebiet von Berlin. In Danville Junction (Maine) besteht Übergang auf die Pan Am Railways, in Groveton (New Hampshire) auf die New Hampshire and Vermont Railroad, in North Stratford (New Hampshire) auf die New Hampshire Central Railroad und in Sainte-Rosalie (Québec) auf die Canadian National Railway (CN). Auf der Strecke findet ausschließlich Güterverkehr statt.
Die Gesellschaft wurde 1989 als Tochtergesellschaft der Emons Transportation Group gegründet und kaufte am 19. Mai des Jahres die in den USA gelegene Strecke von der CN. Später gründete sie die St. Lawrence and Atlantic Railroad (Canada) und erwarb auch die Strecke bis Ste.-Rosalie. Um 1996 kaufte die SLR die Berlin Mills Railway und damit das Anschlussgleis zur Burgess Mill in Berlin. Heute besitzt und betreibt die Genesee and Wyoming die St. Lawrence and Atlantic Railroad.
Die SLR hat 2007 einen Bestand von 25 EMD-Diesellokomotiven unterschiedlicher Baureihen: zwei SW1 (von der Berlin Mills Railway), fünf RM1 Slug, drei geleaste GP15-1, eine ebenfalls geleaste GP38-2, sieben GP40, drei GP40-2 sowie vier GP40-3M.